# Предвестник (комикс)
«Предвестник» (англ. Harbinger) — американская серия комиксов, опубликованная Valiant Comics о группе изгнанников-подростков, известных как «Предвестник».
Изначально в «Предвестнике» были представлены произведения Джима Шутера и Дэвида Лэпхэма. После того как Acclaim Entertainment приобрела права на каталог Valiant в 1994 году за 65 миллионов долларов, персонажи были перезагружены в Harbinger: Acts of God, чтобы сделать их более легко адаптируемыми к видеоиграм. Они продолжали появляться во многих играх Valiant, в первую очередь в серии Unity 2000. Предвестник был одним из самых продаваемых комиксов Valiant с общим объёмом продаж на всех языках более пяти миллионов комиксов.

## История публикации
«Предвестник» дебютировал с первым номером в январе 1992 года.
В 2008 году Valiant выпустил «Harbinger: The Beginning», роскошный переплёт, в котором собраны первые семь номеров.  Harbinger: The Beginning  занял второе место в чартах продаж Amazon.com графических новинок и в топ-300 всех книг, продаваемых на Amazon.
В июне 2012 года Valiant Entertainment перезапустил название «Предвестник» как новый продолжающийся сериал, написанный Джошуа Дайсарт и иллюстрированный Хари Эванс.

## Награды и признания
- Ain’t It Cool News — «Предвестник» лучший супертеман 2012[1].
- Comic Book Resources — «Предвестник» в числе 100 лучших комиксов 2012 года[2].
- A Comic Show — «Предвестник», один из «12 лучших комиксов 2012 года»[3].
- MTV — «Предвестник», один из лучших комиксов MTV Geek 2012 года[4].
- «Предвестник» — «Топ двенадцати титулов 2012 года» от Mind of Scott[5].
- Comic Impact — Джошуа Дайсарт Лучший писатель 2013 года[6].
- CraveOnline — «Предвестник» один из «Лучших комиксов 2013 года»[7].
- Ain’t It Cool News — Тоё Харада Любимый суперзлодей 2013 года[8].
- Harbinger Wars — Лучший кроссовер 2013 года Ain’t It Cool News[9].

### Номинации
- Номинации Премии Харви 2014 года:[10]
  - Лучший графический альбом:  Harbinger Volume 1: Omega Rising , Valiant Entertainment
  - Самый многообещающий новый талант: Valiant Entertainment
  - Специальная награда за выдающиеся достижения в презентации: Harbinger Wars, Джош Джонс и Уоррен Саймонс, Valiant Entertainment

## Сборник изданий
Часть оригинальной серии была собрана в тома:
- Harbinger: Children of the Eighth Day (collects Harbinger #1-4, softcover, Valiant, 1992)
- Harbinger: The Beginning (collects Harbinger #0-7 and new story by Jim Shooter, hardcover, 200 pages, August 2007, ISBN 0-9796409-0-3)

Кроме того, новая серия (Джошуа Дайсарта) также собиралась в томах:
- Harbinger Vol. 1: Omega Rising (collects Harbinger #1-5)
- Harbinger Vol. 2: Renegades (collects Harbinger #6-10)
- Harbinger Vol. 3: Harbinger Wars (collects Harbinger #11-14, 0)
- Harbinger Vol. 4: Perfect Day (collects Harbinger #15-19)
- Harbinger Vol. 5: Death of a Renegade (collects Harbinger #20-25)
- Harbinger Vol. 6: Omegas (collects Harbinger: Omega #1-3 and Harbinger: Bleeding Monk #0)

Кроме того, серия начала собираться в переплётах Deluxe Edition:
- Harbinger: Deluxe Edition Vol. 1 (collects Harbinger #1-14, 0)
- Harbinger: Deluxe Edition Vol. 2 (collects Harbinger #15-25, Harbinger: Omegas #1-3, and Harbinger: Bleeding Monk #0.)

## Вне комиксов

### Фильм
- В марте 2012 года было объявлено, что Columbia Pictures приобрела права на экранизацию комиксов от Valiant Comics, завербовав Бретта Рэтнера в качестве режиссёра. Александра Милчан, Джей Стерн, Динеш Шамдасани и Джейсон Котари станут продюсерами[11]. В апреле 2015 года Valiant Entertainment, Sony Pictures и Нил Х. Мориц объявил о заключении соглашения о пяти фильмах, чтобы вывести героев издательства на большой экран, который включал в себя фильм «Предвестника». Мориц, Тони Джаффе и Динеш Шамдасани снимут его по сценарию Эрика Хейссерера. Предвестник получит фильм, продолжение и кроссовер с Бладшотом[12]. К ноябрю 2018 года «That Hastag Show» сообщил, что Джастин Типпинг будут снимать фильм[13]. В декабре того же года Дилан О'Брайен был нанят на одну из главных ролей в фильме[14][15].

### Веб-сериал
- Ходили слухи, что персонаж Зефир из данного комикса появится в веб-сериале «Ниндзяк против вселенной Valiant»[16],но в итоге вместо неё появилась Лайфвайр.